# Mincome
Das Mincome (ein Kofferwort aus minimum income) war ein soziales Experiment in Kanada, welches in den 1970er Jahren die Auswirkungen der Einführung eines garantierten jährlichen Grundeinkommens untersuchen sollte.

## Weitere Einzelheiten
Beim Mincome-Experiment erhielten nicht nur Bedürftige, sondern alle Bewohner der damals etwa 10 000 Einwohner zählenden kanadischen Stadt Dauphin ab 1974 monatlich 100 kanadische Dollar (CAD). Der Betrag war nahe der Armutsgrenze gewählt. Die Jahressumme von 1200 CAD entspricht einem heutigen Wert von etwa 5500 US-$ je Person (Stand: 2015).
Weil es keine Prüfung der Bedürftigkeit gab, sondern jeder Bewohner den Transfer erhielt, war Mincome ein bedingungsloses Grundeinkommen. Da der Transfer in das Steuersystem integriert war, handelte es sich bei der Implementation um eine negative Einkommensteuer, hier mit einem festen Steuersatz von 50 %: „Jeder zusätzlich verdiente Dollar ließ das Grundeinkommen lediglich um 50 Cent sinken, während in traditionellen Sozialhilfeprogrammen häufig keinerlei zusätzliche Belohnung winkt, wenn die Empfänger sich aus anderen Quellen etwas dazu verdienen.“ Dieser Anreiz zum Hinzuverdienst habe auch dazu beigetragen, dass der Arbeitsmarkt nicht zusammenbrach. Das Experiment wurde 1977 dennoch abgebrochen, nachdem Inflation die Ausgaben hatte ansteigen lassen und eine Rezession die Finanzierung erschwerte.
Nach dem Ende des Experimentes 1977 gab es zunächst keine Veröffentlichung der Ergebnisse. Der damalige Forschungsleiter Derek Hum veröffentlichte erst nach und nach Teilergebnisse der Studie. Es ergab sich nur ein geringer Rückgang der Arbeitsbereitschaft. Jahrzehnte später brachte die Volkswirtschaftlerin Evelyn Forget ([fɔrˈʒeɪ], University of Manitoba) das Sozialprojekt wieder ins Gespräch. Mit ihrer Untersuchung Town with no poverty (englisch für „[eine] Stadt ohne Armut“ oder „[…] Bedürftigkeit“) greift sie Hums Ergebnisse auf und versucht durch eine retrospektive Auswertung der Daten Langzeiteffekte des Experimentes zu erforschen.
Auch in den USA gab es mehrere Experimente, die sich mit Auswirkungen der Einführung eines Grundeinkommens befassten. So wurde im Rahmen der Bekämpfung der Armut unter Präsident Lyndon B. Johnson in New Jersey, North Carolina, Seattle (Washington), Denver (Colorado) sowie in Gary (Indiana) ein Grundeinkommen an die Teilnehmer der Experimente eingeführt.